# Maurörelsen
Denna artikel behandlar Maurörelsen i Samoa. För Kenyas befrielserörelse, se Mau-Mau-rörelsen.

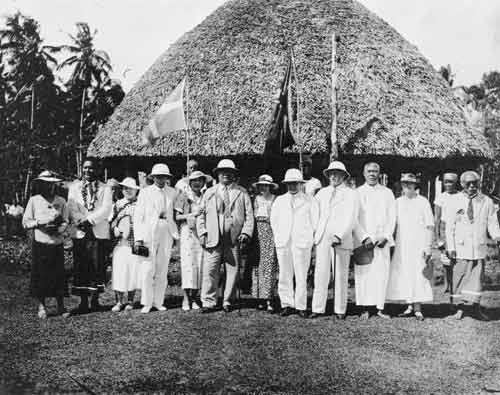
Olaf Nelson (i mitten), cirka 1933, en av ledarna i Maurörelsen.

Maurörelsen (engelska League of Samoa, samoanska O le Mau) var en fredlig självständighetsrörelse på Samoa under 1920-talet.

## Rörelsen
Rörelsen uppstod i och med det växande missnöjet över Nya Zeelands hantering av Nationernas förbunds mandat över Samoa och den diskriminerande behandlingen av samoaner och "afakasi", samoaner av blandad härkomst.
Den 1923 nytillsatte guvernören George S. Richardson var även hårdare än tidigare guvernörer. Man förbjöd vita att gifta sig med färgade, affärslicenser för personer som de ansåg oppositionella drogs in och man deporterade en rad oppositionella lokala hövdingar, mataier.
Rörelsens bestod av samoaner och afakasier. Man arbetade efter principerna "Icke-våldsamt motstånd" och "Civil olydnad". Ledparollen var Samoa mo Samoa,- ungefär "Samoa åt samoanerna" och man krävde bland annat en större representation av samoaner i den lokala förvaltningen.
Bland ledarna återfanns en rad samoanska hövdingar som Tuimaleai'ifano Siu, Mata'afa Losefo, Faumuina och ’Afamasaga och en rad europeiska ättlingar som S.H. Meredith, W. Gurr, A. G. Smyth och O. F. Nelson.1
Nelson, som var son till den svenske utvandraren Gustav Nilsson, blev snart en central person i rörelsen.
Flera av ledarna fängslades och skickades i exil till utlandet i olika omgångar, under Nelsons frånvaro leddes rörelsen av Tupua Tamasese Lealofi III.

## Historia
Mau a Pule var ett politiskt parti och rörelse under det kejsartyska styret på Samoa som en reaktion över att guvernören redan då bannlyste lokala hövdingar från Samoa. Situationen kulminerade åren 1908 - 1909 då ett 80-tal samoaner den 19 april 1909 skickades i exil till Saipan varefter rörelsen avtog igen.
Redan 1910 började Nelson engagera sig politiskt då han undertecknade en petition från de europeiska bosättarna på Samoa om att tillåtas ha del i det lokala styret.
Den 7 november 1918 anlände ångfartyget "Talune" med influenssjukan ombord till Apia. Fartyget hade legat i karantän på Fiji men på Samoa tilläts smittan att sprida sig. Över 7 500 människor dog i epidemin (d.v.s. ca 20 % av den dåvarande befolkningen) och bland dessa även Nelsons ende son som dog 1919 (2). Stark kritik mot hur situationen hanterades riktades mot dåvarande guvernören Logan och rörelsen fick därefter nytt liv.
1920 framlades en ny petition om möjlighet av politisk representation. 1924 invaldes Nelson i det lokala parlamentet dock utan egentligt inflytande då han och de 2 övriga invalda alltid röstades ned av de övriga heleuropeiska ledamöterna (3) varpå rörelsen växte. I augusti 1926 reste Nelson till Wellington för att diskutera den samoanska frågan dock utan framgång samtidigt som de första demonstrationerna ägde rum i Apia.
Den 19 mars 1927 arrangerades Nelson en tillställning för Maurörelsens anhängare där man också formellt grundade O le Mau. Efter att guvernören Richardson valde att bannlysa mataierna Faumuina och ’Afamasaga från Samoa fick rörelsen även stort folkligt stöd (4).
1928 sände Nya Zeeland en kommission till Samoa för att undersöka situationen dock utan att komma fram till något annat än att O. F. Nelson, E. W. Gurr och A. G. Smyth blev deporterade. Vid avvisningen den 13 januari visade sig medlemmarna för första gången klädda i sina uniformer: en blå 'ie lavalava (lång skjorta) med vita streck och en rödlila turban (5). I februari begärde guvernören militärt stöd från Nya Zeeland och den 21 februari anlände krigsfartygen "HMS Dunedin" och "HMS Diomeda" till Apia. Man genomförde enstaka räder men åstadkom i stort inget och fartygen lämnade Apia den 9 mars.
I april samma år tillsattes Stephen S. Allen som ny guvernör och den 21 juni utlyste Maurörelsen "a sa" (bojkott) mot all affärsverksamhet i Apia som drevs av palagi (utlänningar) och afakasi inklusive Nelsons affärer på dennes egen inrådan.
Den 28 december 1929 kulminerade situationen under "Black Saturday" (Svarta lördagen) då en fredlig demonstration möttes av vapen varpå 11 demonstranter omkom, däribland Tupua Tamasese Lealofi III (6).
Hittills hade utvecklingen i Samoa passerad tämligen obemärkt i Nya Zeeland och först efter valet 1936 ändrades attityden mot samoanerna och man inledde sakteligen en övergång i det politiska livet. Den 1 januari 1962 uppnådde Samoa slutligen självständighet.
2002 bad Nya Zeelands premiärminister Helen Clark formellt om ursäkt för landets agerande i Samoa.